# Homo erectus lantianensis
Homo erectus lantianensis sau Omul de Lantian (în trecut Sinanthropus lantianensis) este o subspecie a Homo erectus. Descoperirea sa în 1963 a fost descrisă pentru prima dată de J. K. Woo în anul următor. Capacitatea craniană este estimată la 780 cm3, oarecum similară cu cea a contemporanului său, Homo erectus.
Rămășițele au fost găsite în Lantian, în provincia chineză Shaanxi, la aproximativ 50 km sud-est de Xi'an. La scurt timp, la Gongwangling, au fost descoperite un craniu cu oase nazale, maxilarul drept și trei dinți ai unui alt specimen de  Homo erectus lantianensis.